# Serie A 1995-1996 (calcio femminile)
L'edizione 1995-1996 è stata la ventinovesima edizione del campionato italiano di Serie A femminile di calcio.
Il Verona Gunther ha conquistato lo scudetto per la prima volta nella sua storia. Sono retrocessi in Serie B il G.E.A.S., il Perugia e il Delfino. Il titolo di capocannoniere della Serie A è andato a Carolina Morace, calciatrice del Verona Gunther, autrice di 39 gol.

## Stagione

### Novità
Il numero di squadre partecipanti alla Serie A è stato aumentato da 14 a 16. Al termine stagione 1995-1996 il Gravina in Puglia ha rinunciato a iscriversi alla Serie A per iscriversi in Serie B. Sono stati promossi il Cascine Vica e il Picenum, vincitori dei due gironi della Serie B 1994-1995, più il Perugia, ripescato per completamento organico.

### Formato
Le 16 squadre partecipanti si affrontano in un girone all'italiana con partite di andata e ritorno per un totale di 30 giornate.
Le ultime tre classificate retrocedono in Serie B.

## Squadre partecipanti
| Club              | Città                   | Stagione precedente   |
| ----------------- | ----------------------- | --------------------- |
| Agliana           | Agliana (PT)            | Campione d'Italia     |
| Autolelli Picenum | Castel di Lama (AP)     | 1º posto in Serie B/B |
| Cascine Vica      | Rivoli (TO)             | 1º posto in Serie B/A |
| Delfino           | Cagliari                | 14º posto in Serie A  |
| Fiamma Monza      | Monza (MI)              | 4º posto in Serie A   |
| G.E.A.S.          | Sesto San Giovanni (MI) | 6º posto in Serie A   |
| Gravina           | Gravina di Catania (CT) | 13º posto in Serie A  |
| Pisa              | Pisa                    | 5º posto in Serie A   |
| Lazio CF          | Roma                    | 9º posto in Serie A   |
| Lugo              | Lugo (RA)               | 3º posto in Serie A   |
| ACF Milan         | Milano                  | 11º posto in Serie A  |
| ACF Perugia       | Perugia                 | 2º posto in Serie B/B |
| Riva del Garda    | Riva del Garda (TN)     | 8º posto in Serie A   |
| Torino            | Venaria Reale (TO)      | 7º posto in Serie A   |
| Torres FO.S.      | Sassari                 | 2º posto in Serie A   |
| Verona Gunther    | Verona                  | 10º posto in Serie A  |

## Classifica finale
|  | Pos. | Squadra           | Pt | G  | V  | N | P  | GF  | GS | DR  |
|  | ---- | ----------------- | -- | -- | -- | - | -- | --- | -- | --- |
|  | 1.   | Verona Gunther    | 78 | 30 | 25 | 3 | 2  | 105 | 14 | +91 |
|  | 2.   | Agliana           | 68 | 30 | 21 | 5 | 4  | 91  | 35 | +56 |
|  | 3.   | Torino            | 67 | 30 | 20 | 7 | 3  | 88  | 33 | +55 |
|  | 4.   | Torres FO.S.      | 58 | 30 | 17 | 8 | 5  | 48  | 23 | +25 |
|  | 5.   | Lugo              | 52 | 30 | 15 | 7 | 8  | 64  | 39 | +25 |
|  | 6.   | Riva del Garda    | 49 | 30 | 15 | 5 | 10 | 59  | 40 | +19 |
|  | 7.   | Fiamma Monza      | 45 | 30 | 13 | 6 | 11 | 52  | 42 | +10 |
|  | 8.   | Gravina           | 44 | 30 | 13 | 5 | 12 | 44  | 43 | +1  |
|  | 9.   | Lazio CF          | 43 | 30 | 12 | 7 | 11 | 60  | 51 | +9  |
|  | 10.  | ACF Milan         | 42 | 30 | 11 | 9 | 10 | 35  | 43 | -8  |
|  | 11.  | Pisa              | 35 | 30 | 10 | 5 | 15 | 49  | 70 | -21 |
|  | 12.  | Autolelli Picenum | 31 | 30 | 8  | 7 | 15 | 33  | 51 | -18 |
|  | 13.  | Cascine Vica      | 31 | 30 | 9  | 4 | 17 | 33  | 57 | -24 |
|  | 14.  | ACF Perugia       | 14 | 30 | 2  | 8 | 20 | 16  | 93 | -77 |
|  | 15.  | G.E.A.S.          | 10 | 30 | 2  | 4 | 24 | 19  | 91 | -72 |
|  | 16.  | Delfino           | 4  | 30 | 0  | 4 | 26 | 27  | 98 | -71 |

Legenda:

      Campione d'Italia
      Retrocesse in Serie B 1996-1997
Note:

Tre punti a vittoria, uno a pareggio, zero a sconfitta.

## Risultati

### Calendario
| andata      | 1ª giornata                 | ritorno     |
| 16 set 1995 |                             | 20 gen 1996 |
| 1-2         | Delfino Cagliari-Milan      | 0-0         |
| 1-2         | GEAS-Agliana                | 0-10        |
| 0-0         | Gravina Catania-Fiammamonza | 0-1         |
| 2-0         | Lazio-Picenum               | 2-3         |
| 0-5         | Perugia-Riva                | 0-0         |
| 2-1         | Torino-Cascine Vica         | 2-1         |
| 3-0         | Torres-Pisa                 | 0-2         |
| 0-0         | Verona-Lugo                 | 1-1         |

| andata     | 4ª giornata             | ritorno     |
| 7 ott 1995 |                         | 10 feb 1996 |
| 1-1        | Cascine Vica-GEAS       | 3-0         |
| 1-1        | Fiammamonza-Torino      | 0-6         |
| 0-0        | Gravina Catania-Perugia | 3-1         |
| 1-1        | Lugo-Delfino Cagliari   | 4-1         |
| 2-2        | Milan-Lazio             | 1-1         |
| 0-2        | Picenum-Verona          | 0-2         |
| 0-4        | Pisa-Agliana            | 5-3         |
| 0-1        | Riva-Torres             | 1-3         |

| andata     | 7ª giornata            | ritorno    |
| 4 nov 1995 |                        | 2 mar 1996 |
| 2-0        | Agliana-Riva           | 1-2        |
| 2-3        | Delfino Cagliari-Lazio | 1-4        |
| 0-2        | GEAS-Fiammamonza       | 2-2        |
| 1-0        | Lugo-Picenum           | 0-0        |
| 3-0        | Pisa-Cascine Vica      | 2-1        |
| 11-0       | Torino-Perugia         | 3-1        |
| 3-2        | Torres-Gravina Catania | 3-0        |
| 3-0        | Verona-Milan           | 5-0        |

| andata      | 10ª giornata             | ritorno     |
| 25 nov 1995 |                          | 30 mar 1996 |
| 2-1         | Fiammamonza-Pisa         | 2-2         |
| 2-2         | Gravina Catania-Agliana  | 0-2         |
| 1-3         | Lazio-Verona             | 0-1         |
| 1-2         | Milan-Lugo               | 0-1         |
| 1-0         | Perugia-GEAS             | 1-1         |
| 3-1         | Picenum-Delfino Cagliari | 2-1         |
| 0-0         | Riva-Cascine Vica        | 1-2         |
| 0-0         | Torino-Torres            | 1-1         |

| andata      | 13ª giornata                 | ritorno     |
| 23 dic 1995 |                              | 27 apr 1996 |
| 2-5         | Agliana-Torino               | 4-2         |
| 2-1         | Cascine Vica-Gravina Catania | 0-1         |
| 0-6         | Delfino Cagliari-Verona      | 2-6         |
| 1-4         | GEAS-Torres                  | 0-3         |
| 5-1         | Lugo-Lazio                   | 1-0         |
| 0-0         | Picenum-Milan                | 2-3         |
| 5-1         | Pisa-Perugia                 | 2-2         |
| 1-2         | Riva-Fiammamonza             | 2-3         |

| andata      | 2ª giornata              | ritorno     |
| 23 set 1995 |                          | 27 gen 1996 |
| 9-1         | Agliana-Delfino Cagliari | 3-1         |
| 0-1         | Cascine Vica-Torres      | 0-4         |
| 4-0         | Fiammamonza-Perugia      | 1-0         |
| 5-0         | Lugo-GEAS                | 7-2         |
| 2-0         | Milan-Gravina Catania    | 0-3         |
| 1-6         | Picenum-Torino           | 1-5         |
| 0-5         | Pisa-Verona              | 0-3         |
| 6-1         | Riva-Lazio               | 1-1         |

| andata      | 5ª giornata              | ritorno     |
| 14 ott 1995 |                          | 17 feb 1996 |
| 5-2         | Agliana-Cascine Vica     | 1-0         |
| 1-1         | Delfino Cagliari-Perugia | 0-0         |
| 0-1         | GEAS-Picenum             | 0-0         |
| 3-1         | Lazio-Gravina Catania    | 1-2         |
| 2-2         | Lugo-Pisa                | 4-1         |
| 2-0         | Torino-Milan             | 2-3         |
| 1-0         | Torres-Fiammamonza       | 2-0         |
| 7-0         | Verona-Riva              | 2-0         |

| andata      | 8ª giornata                   | ritorno    |
| 11 nov 1995 |                               | 9 mar 1996 |
| 3-2         | Cascine Vica-Delfino Cagliari | 1-0        |
| 0-1         | Fiammamonza-Agliana           | 1-2        |
| 1-3         | Gravina Catania-Verona        | 0-3        |
| 0-3         | Lazio-Torino                  | 1-1        |
| 2-0         | Milan-GEAS                    | 2-0        |
| 0-1         | Perugia-Torres                | 0-0        |
| 1-1         | Picenum-Pisa                  | 3-1        |
| 2-1         | Riva-Lugo                     | 3-2        |

| andata     | 11ª giornata             | ritorno     |
| 2 dic 1995 |                          | 13 apr 1996 |
| 6-0        | Agliana-Perugia          | 7-1         |
| 1-2        | Cascine Vica-Fiammamonza | 0-0         |
| 1-3        | Delfino Cagliari-Torres  | 0-1         |
| 1-2        | GEAS-Lazio               | 0-8         |
| 3-0        | Lugo-Gravina Catania     | 0-2         |
| 1-3        | Picenum-Riva             | 1-2         |
| 0-1        | Pisa-Milan               | 1-0         |
| 2-0        | Verona-Torino            | 1-2         |

| andata     | 14ª giornata                 | ritorno    |
| 6 gen 1996 |                              | 4 mag 1996 |
| 1-5        | Delfino Cagliari-Fiammamonza | 1-7        |
| 2-0        | Gravina Catania-Picenum      | 1-0        |
| 6-0        | Lazio-Pisa                   | 3-2        |
| 3-2        | Milan-Riva                   | 1-1        |
| 1-3        | Perugia-Cascine Vica         | 0-1        |
| 1-0        | Torino-Lugo                  | 2-1        |
| 2-0        | Torres-Agliana               | 1-3        |
| 6-1        | Verona-GEAS                  | 6-1        |

| andata      | 3ª giornata                      | ritorno    |
| 30 set 1995 |                                  | 3 feb 1996 |
| 2-1         | Agliana-Lugo                     | 1-1        |
| 0-2         | Delfino Cagliari-Gravina Catania | 0-4        |
| 0-3         | GEAS-Pisa                        | 1-3        |
| 1-0         | Lazio-Fiammamonza                | 0-1        |
| 0-1         | Perugia-Milan                    | 1-1        |
| 4-2         | Torino-Riva                      | 2-2        |
| 0-0         | Torres-Picenum                   | 0-0        |
| 5-0         | Verona-Cascine Vica              | 5-0        |

| andata      | 6ª giornata            | ritorno     |
| 28 ott 1995 |                        | 24 feb 1996 |
| 0-2         | Cascine Vica-Lugo      | 1-0         |
| 1-2         | Fiammamonza-Verona     | 0-4         |
| 1-3         | Gravina Catania-Torino | 3-3         |
| 0-0         | Milan-Torres           | 0-2         |
| 0-3         | Perugia-Lazio          | 1-6         |
| 1-3         | Picenum-Agliana        | 1-2         |
| 3-0         | Pisa-Delfino Cagliari  | 5-4         |
| 4-0         | Riva-GEAS              | 2-1         |

| andata      | 9ª giornata             | ritorno     |
| 18 nov 1995 |                         | 23 mar 1996 |
| 3-0         | Agliana-Milan           | 1-1         |
| 3-4         | Cascine Vica-Picenum    | 1-1         |
| 3-8         | Delfino Cagliari-Torino | 0-3         |
| 0-2         | GEAS-Gravina Catania    | 2-4         |
| 5-3         | Lugo-Fiammamonza        | 3-2         |
| 0-6         | Pisa-Riva               | 0-3         |
| 1-1         | Torres-Lazio            | 1-1         |
| 6-0         | Verona-Perugia          | 7-1         |

| andata      | 12ª giornata          | ritorno     |
| 16 dic 1995 |                       | 20 apr 1996 |
| 3-0         | Fiammamonza-Picenum   | 4-0         |
| 2-2         | Gravina Catania-Pisa  | 3-2         |
| 2-2         | Lazio-Agliana         | 0-5         |
| 4-1         | Milan-Cascine Vica    | 3-1         |
| 1-7         | Perugia-Lugo          | 2-1         |
| 2-0         | Riva-Delfino Cagliari | 3-0         |
| 0-0         | Torino-GEAS           | 3-0         |
| 0-3         | Torres-Verona         | 0-4         |

| andata      | 15ª giornata          | ritorno     |
| 13 gen 1996 |                       | 18 mag 1996 |
| 2-2         | Agliana-Verona        | 1-0         |
| 3-2         | Cascine Vica-Lazio    | 1-2         |
| 2-2         | Fiammamonza-Milan     | 4-0         |
| 2-1         | GEAS-Delfino Cagliari | 2-1         |
| 3-2         | Lugo-Torres           | 0-5         |
| 5-0         | Picenum-Perugia       | 2-0         |
| 0-3         | Pisa-Torino           | 1-2         |
| 2-0         | Riva-Gravina Catania  | 0-2         |

## Verdetti finali
- Verona Gunther Campione d'Italia 1995-1996.
- Perugia, G.E.A.S. e Delfino retrocedono in Serie B.